# Tlapaneques
Els tlapaneques són un dels pobles indígenes de Mèxic que parlen el tlapaneca o me'phaa, llengua del grup otomang i que viuen principalment a l'estat de Guerrero, a Mèxic, on són uns 140.256 individus.
En l'era precolombina a vegades vivien a la zona muntanyosa aïllada al llarg de la regió de Costa Chica a Guerrero, just al sud-est de l'actual Acapulco. El seu territori va ser anomenat Yopitzinco pels asteques, que també es refereixen als tlapaneques com yopi. Yopitzinco mai va ser conquistada pels asteques i va seguir sent un enclavament independent dins de l'imperi asteca. La principal ciutat tlapaneca era Tlapan i el nom tlapaneca és nàhuatl vol dir "habitant de Tlapan".

## Religió
El tlapaneques expliquen els fenòmens naturals a través de mites, igual que el mite de la creació del sol (Akha' ), la lluna (Gon') i el foc diví (Akuun mbatsuun'), que van néixer a la vora del riu i que van ser criats per Akuun ñee, deessa del bany de vapor temazcal i patrona de la dualitat fred/calor.
Un altre element important en la seva cultura és nagualisme. Quan neix un nadó es diu que en el mateix moment neix un animal i que aquest animal és el nahual de l'infant. Ningú excepte el nen sap quin animal és el seu nahual perquè el nahual només es manifestarà amb el nen en els seus somnis.